# Jarandersonia spinulosa
Jarandersonia spinulosa är en malvaväxtart som beskrevs av André Joseph Guillaume Henri Kostermans. Jarandersonia spinulosa ingår i släktet Jarandersonia och familjen malvaväxter. Inga underarter finns listade i Catalogue of Life.